# Ignacio Pietrobono
Ignacio Pietrobono (Olavarría, Buenos Aires, Argentina; 29 de junio de 1991) es un futbolista argentino. Juega como arquero y su primer equipo fue UAI Urquiza. Actualmente defiende el arco de Club Deportivo Maipú.

## Clubes

### Como jugador
| Club                   | País      | Año        |
| ---------------------- | --------- | ---------- |
| UAI Urquiza            | Argentina | 2011-2020  |
| Defensores de Belgrano | Argentina | 2020-2024. |
| → San Luis (cedido)    | Chile     | 2022       |
| Club Deportivo Maipú   | Argentina | 2025-      |

## Palmarés

### Campeonatos nacionales
| Título    | Club        | País      | Año     |
| --------- | ----------- | --------- | ------- |
| Primera C | UAI Urquiza | Argentina | 2012/13 |